# Sjælland
Sjælland [ˈɕɛˌlanˀ]IPA (doslova přeloženo do češtiny „země moře“ či „mořská země“, česky též Zéland) je největší a hlavní dánský ostrov, rovněž i největší ostrov v Baltském moři. Společně s druhým největším dánským ostrovem Fyn tvoří jádro Dánského království. Nachází se na něm hlavní město Kodaň, bývalé hlavní město Roskilde se známou katedrálou, Ringsted, Helsingør a další menší města. Sjælland má rozlohu 7031 km² a bydlí na něm přes 2 miliony obyvatel.

## Geografie
Ostrov Sjælland leží mezi průlivy Storebælt, Öresund a Kattegat. S ostrovem Fyn je spojen mostem přes Velký Belt. Se Skandinávským poloostrovem je spojen mostem přes Öresund. S ostrovem Falster na jihu je spojen mosty Farø a mostem Storstrøm. Další spojení je zajišťováno trajekty.

## Sport
Na ostrově startuje cyklistický závod Copenhagen Sprint, který je součástí nejvyšší ligy silniční cyklistiky.